# كلية العلوم القانونية والاقتصادية والاجتماعية (عين الشق)
كلية العلوم القانونية والاقتصادية والاجتماعية كلية مغربية أسست عام 1975.

## تاريخ تأسيس الكلية
تأسست كلية العلوم القانونية والاقتصادية والاجتماعية (عين الشق) سنة 1975 و هي تحت وصاية جامعة الحسن الثاني (عين الشق) تقع بمدينة الدار البيضاء بكلم 8 طريق الجديدة، لوازيس. من شروط الولوج لهذه الكلية: يشترط في المرشح أن يكون حاصلا على شهادة البكالوريا فما فوق في الشعب العلمية أو التقنية والتكنولوجيا.

## الشواهد التي تمنحها الكلية
تمنح كلية العلوم القانونية والاقتصادية والاجتماعية (عين الشق) عدة شواهد عليا وتسمى بالديبلومات الجامعية:
| نوع الشهادة            | مدة التكوين !                                                        |
| ---------------------- | -------------------------------------------------------------------- |
| شهادة الإجازة الأساسية | و مدة التكوين 3 سنوات بعد شهادة البكالوريا BAC +3                    |
| شهادة الإجازة المهنية  | و مدة التكوين 3 سنوات بعد شهادة البكالوريا BAC +3                    |
| شهادة الماستر          | و مدة التكوين 2 سنتين بعد شهادتي البكالوريا والإجازة BAC +5          |
| شهادة الماستر المتخصص  | و مدة التكوين 2 سنتين بعد شهادتي البكالوريا والإجازة BAC +5          |
| شهادة الدكتوراه        | و مدة التكوين 3 سنوات بعد شواهد البكالوريا والإجازة و الماستر BAC +8 |